# Lukas Krieger
Lukas Albrecht Krieger (* 11. November 1987 in Weingarten) ist ein deutscher Politiker (CDU) und seit 2025 Mitglied des Deutschen Bundestages.

## Persönlicher Werdegang

### Studium und Beruf
Krieger wuchs als ältestes von fünf Geschwistern im Landkreis Ravensburg auf. Im Jahr 2002 zog die Familie nach Berlin. Er absolvierte das Abitur am Arndt-Gymnasium Dahlem und studierte Rechtswissenschaft von 2007 bis 2014 an der Freien Universität Berlin mit Schwerpunkt Wirtschafts-, Unternehmens- und Steuerrecht. 2014 absolvierte er das erste juristische Staatsexamen, durchlief von 2015 bis 2017 das Rechtsreferendariat im Bezirk des Kammergerichts mit Stationen in einer internationalen Wirtschaftskanzlei und der Senatsverwaltung für Justiz. 2017 legte er das zweite juristische Staatsexamen ab und wurde als Rechtsanwalt zugelassen. Von 2017 bis 2022 war er angestellter Rechtsanwalt bei einer auf Gesellschafts- und Steuerrecht spezialisierten Kanzlei. Seit 2023 ist er Rechtsanwalt in eigener Kanzlei und Syndikus sowie Projektmanager bei einem großen Familienunternehmen. Von 2018 bis 2022 absolvierte er ein berufsbegleitendes Masterstudium Unternehmens- und Steuerrecht an der Universität Potsdam, das er als Master of Laws abschloss.

### Privates
Krieger ist römisch-katholisch, verheiratet und wohnt in Berlin-Grunewald.

## Politischer Werdegang

### Partei (CDU)
2004 trat Krieger in die CDU ein und war von 2006 bis 2008 Bundesvorsitzender der Schüler Union Deutschlands. Im Jahre 2008 trat Krieger aus der Partei aus und wurde mit einem Ämterverbot belegt, nach dem Bekanntwerden eines Videos aus dem Jahre 2005, das Krieger zusammen mit Danny Freymark und Christoph Brzezinski dabei zeigt, wie diese auf einer Fahrt der Schüler Union nach Riga alkoholisiert nationalsozialistische Sprüche nutzten und sich gegenseitig ein Hakenkreuzabzeichen verliehen. Krieger nannte diesen Vorfall den "schwersten Fehler meines Lebens" und gab an, einen jahrelangen Rehabilitierungsprozess durchlaufen zu haben. Seine Parteikollegin Stefanie Bung legte hingegen nahe, dass es sich bei Kriegers Mitgliedschaften in proisraelischen Gesellschaften um politisches Kalkül gehandelt habe. 2012 trat Krieger wieder in die CDU ein. Von 2014 bis 2018 war er Bundesschatzmeister der Jungen Union und von 2018 bis 2020 deren Bundesjustiziar, von 2020 bis 2022 Vorsitzender Richter am Bundesschiedsgericht der Jungen Union. Er ist Mitglied im CDU-Ortsvorstand City-Kurfürstendamm und im Landesvorstand der CDU Berlin sowie Mitglied im Kreisvorstand der CDU Charlottenburg-Wilmersdorf. 

### Deutscher Bundestag
Krieger kandidierte bei den Bundestagswahl 2025 für den 21. Deutschen Bundestag im Bundestagswahlkreis Berlin-Charlottenburg – Wilmersdorf, wo er mit 26,3 Prozent der Erststimmen direkt gewählt wurde und sich gegen den ehemaligen Regierenden Bürgermeister Berlins Michael Müller (SPD) sowie die damalige Bundesministerin für Frauen, Familie, Senioren und Jugend Lisa Paus (Grüne) durchsetzen konnte. Auf der CDU-Landesliste Berlin hatte er Platz 6 inne.
Im 21. Deutschen Bundestag ist Krieger ordentliches Mitglied im Ausschuss der Finanzen und stellvertretendes Mitglied im Ausschuss für Kultur und Medien, sowie im Haushaltsausschuss und im Ausschuss für Recht und Verbraucherschutz.

## Mitgliedschaften
Krieger ist seit 2023 Schatzmeister des Fördervereins Gedenkstätte Berliner Mauer und seit 2009 Präsident der Herthafreunde Süd-West. Zudem ist er Mitglied in der Mittelstands- und Wirtschaftsunion, bei Hertha BSC, im Alumninetzwerk der Konrad-Adenauer-Stiftung/American Jewish Committee, im Freundeskreis der Kommunalen Galerie Berlin und bei hedwig21.berlin zur Förderung der St.-Hedwigs-Kathedrale.